# Доминиканское песо
Песо Доминиканской Республики — денежная единица государства Доминиканская Республика. Название денежной единицы, указываемое с 1947 года на банкнотах — «золотой песо» (исп. peso oro).
Одно доминиканское песо равно 100 сентаво. На банкнотах образца 1961 года разменная денежная единица названа «золотой сентаво» (исп. centavo oro).
В денежном обращении находятся банкноты номиналом в 2000, 1000, 500, 200, 100, 50 песо и монеты в 25, 10, 5, 1 песо.
В Доминиканской Республике старые серебряные монеты до 1961 года до сих пор иногда используют в качестве гирек при взвешивании. Дабы избежать недоразумений, на монетах достоинством к примеру в 10 сентаво рядом с номиналом обозначено «2 1/2» грамма.

## История
Впервые доминиканское песо было введено одновременно с провозглашением независимости страны от Гаити в 1844 году. Оно заменило гаитянский гурд по номиналу и было разделено на 8 реалов. В 1877 году разменной денежной единицей песо стало сентаво в соотношении 1 песо = 100 сентаво.
В 1891 году была введена новая валюта — доминиканский франк, которая, однако, не заменила песо, а была в обращении одновременно с ним. Доминиканский франк был введён в целях вхождения страны в Латинский монетный союз, но уже в 1897 году был отменён.
В 1905 году Доминикана попала в финансовую зависимость от США, и песо был заменён долларом США в соотношении 1 доллар = 5 песо. Песо был введён вновь в 1937 году и находился в обращении наравне с долларом США до 1947 года имея стабильный курс. Примечательно, что для того чтобы подчеркнуть факт того, что песо имеет жёсткую привязку к доллару США, дизайн песо был копией дизайна американской валюты, это должно было вызвать значительное доверие к песо и его последующую эмиссию без полного обеспечения долларом США. По некоторым данным это даже было вполне успешным шагом — песо не обесценивалось, хотя его было выпущено на 5-15 % больше, чем было нужно. Аналогично власти страны уже поступали с предыдущей валютой — доминиканским франком, который приравнивался к французскому и имел схожий с ним дизайн. В 1947 году хождение доллара было прекращено и единственной законной валютой осталось песо.

## Монеты
В настоящее время в обращении находятся монеты номиналом 1, 5, 10, 25 песо. Современная монета в 1 песо была выпущена в 1991 году, в 5 песо — в 1997 году. В 2005 году появились монеты номиналами 10 и 25 песо. Находившиеся в обращении монеты в 50, 25, 10, 5 и 1 сентаво из за инфляции с 2000 года изъяты из обращения.

## Банкноты
С 1937 по 1947 год в обращении находились только банкноты доллара США, песо был представлен монетами. В 1947 начался выпуск банкнот номиналами 1, 5, 10, 20, 50, 500 и 1000 песо, которые были отпечатаны частной американской компанией American Bank Note Company. В 2005 году банкноты 10 и 20 песо были заменены монетами номиналом 10 и 25 песо.
В настоящее время в обращении находятся банкноты номиналов 50, 100, 200, 500, 1000 и 2000 песо. Банкнота 20 песо является полимерной. В 2014 году началось обновление дизайна всех банкнот с целью защиты от подделок.

Доминиканское песо 1947 года — калька с доллара США